# Diedrich Samuel Kropp

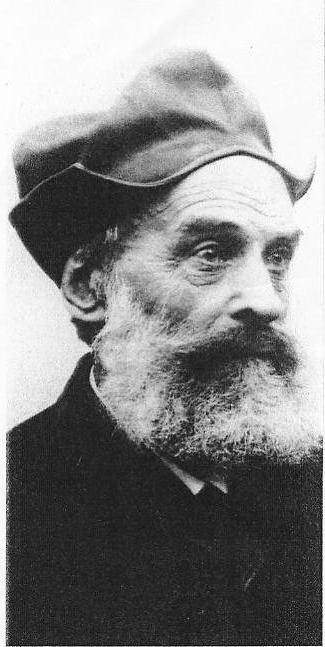
Diedrich Samuel Kropp

Diedrich Samuel Kropp (* 15. Dezember 1824 in Bremen; † 15. Mai 1913 ebenda) war ein deutscher Bildhauer.

## Biografie
Kropp war der Sohn eines Kimkers und Branntweinbrenners. Der Vater starb schon 1838 als der Sohn erst 14 Jahre alt war. Kropp war nach der Schule zuerst Laufbursche, dann Hilfszeichner bei einem Geometer und danach Gehilfe eines Schiffszimmerers. Von 1844 bis 1848 lernte er das Tischlerhandwerk in Bremen und Hamburg.

### Künstlerische Ausbildung
Erste Anregungen zu künstlerischer Gestaltung erhielt Kropp als Holzbildhauer und Schiffsbildschnitzer in Rostock und von 1849 bis 1851 in Bremen bei dem Bildhauer Heinrich Frese (1794–1869), bei dem er ohne besondere Ausbildung in diesem schöpferischen Gewerbe tätig war. In der Werkstatt Freses fiel seine Begabung auf, als der Senator Arnold Duckwitz einen Schiffsneubau besichtigte.
Mit Hilfe eines Stipendiums konnte Kropp in den Jahren 1851 und 1852 die Akademie der bildenden Künste in München besuchen. Dort studierte er ein Jahr das Zeichnen nach der Natur und nach lebenden Modellen bei Johann Baptist Berdellé und belegte gleichzeitig als Schüler von Max von Widnmann Kurse zur Einführung in die Bildhauerkunst.
Ende 1852 wechselte Kropp zur Kunstakademie in Dresden, wo zwei späte Vertreter des an der Antike orientierten Canova-Stils, Ernst Rietschel (ein Schüler Rauchs) und Ernst Hähnel, eine anerkannte Bildhauerschule gegründet hatten.
Nach kurzer Tätigkeit in Rietschels Atelier wechselte Kropp zu Ernst Hähnel, bei dem er vier Jahre lang bis 1858 arbeitete. Überdies schuf Kropp in Dresden auch sein erstes selbständiges Kunstwerk, ein Marmormedaillon Caritas, das vom Dresdner Kunstverein angekauft wurde.
Im Jahre 1858 kehrte Kropp kurzzeitig nach Bremen zurück und meißelte hier für die Grabstelle des Domorganisten und Gründers der Singakademie, Wilhelm Friedrich Riem, in Sandstein seine erste freistehende Großfigur, eine verinnerlichte Muse der Trauer in Gestalt der heiligen Cäcilie, die mit dem Attribut der Orgel die Verdienste des Verstorbenen um die Bremer Musikpflege andeutete.

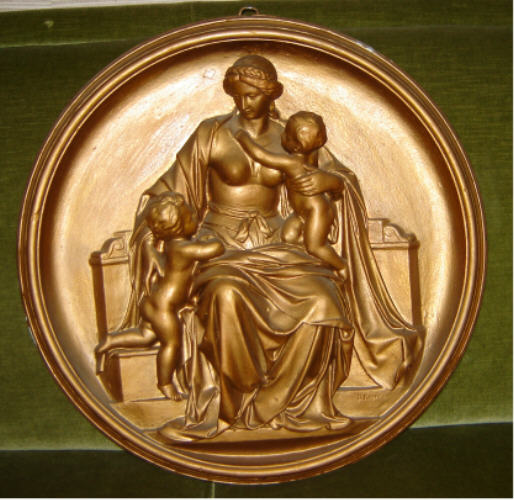
Medaillon Caritas von Diedrich Samuel Kropp

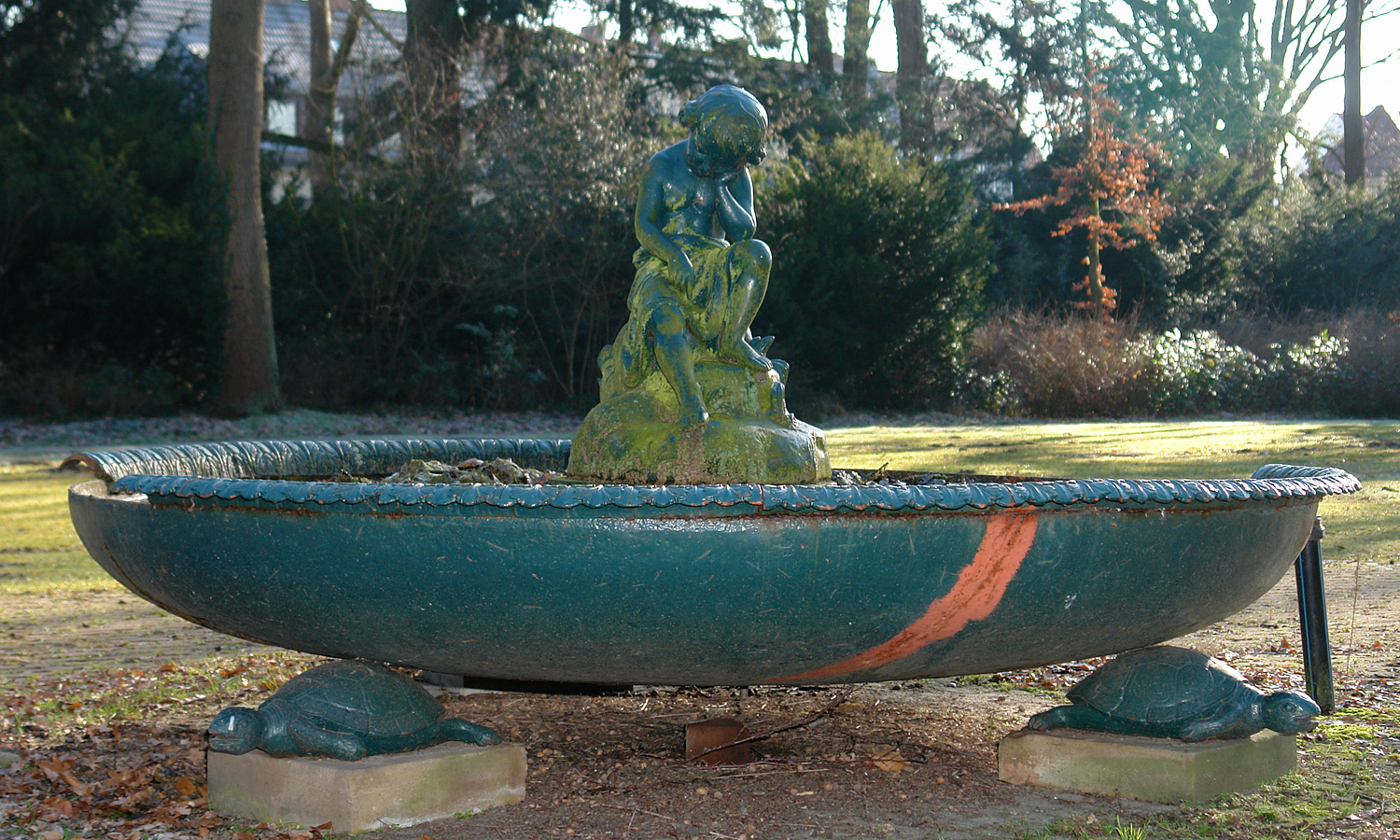
Kunsthandwerker-Brunnen (Entwurf 1863)

### Aufenthalt in Rom
Kropp ergriff im Herbst 1858 die Gelegenheit, mit Hilfe eines im Vorjahr vom Bremer Senat ausgelobten dreijährigen Stipendiums von 80 Talern pro Jahr seine künstlerische Auffassung in Rom zu erweitern. In Rom ließ er die Zeugnisse der Antike auf sich wirken und nahm regen Anteil an dem insbesondere durch Peter von Cornelius beeinflussten kulturellen Leben. In einem Gesellschaftskreis, dem u. a. der Oldenburger Maler Ernst Willers, der Glückstädter Philologe Detlef Detlefsen und der Jenenser Zoologe Ernst Haeckel angehörten, begann auch die Freundschaft mit Hermann Allmers, die ein Leben lang anhielt.
Noch in Rom beschäftigte sich Kropp mit der Skizze für ein Schillerdenkmal und mit einer Schillerbüste, die nach der Idee des Bildhauers in den Bremer Wallanlagen vor dem Abbentor aufgestellt werden sollte. Außerdem arbeitete er an einer Christusbüste und an einer Plastik Knabe, der beim Fischen eingeschlafen ist. Nachdem Kropp zwei seiner Arbeiten erfolglos zum Verkauf nach Bremen geschickt hatte, verschlechterte sich seine finanzielle Lage so sehr, dass er kein Material mehr kaufen und demzufolge auch keine weiteren Arbeiten in Rom mehr ausführen konnte. So war Kropp nach dem Auslaufen des Stipendiums gezwungen, Anfang 1861 die Stätte seiner Studien zu verlassen.
Im Frühjahr 1861 kehrte Kropp – im 36. Lebensjahr stehend – nach Bremen zurück und hatte hier eine zunächst eher bescheidene Werkstatt.

### Aufbau einer künstlerischen Existenz
Kropps Bemühungen um einträgliche Bildhaueraufträge, z. B. bei dem Architekten Heinrich Müller, zeitigten zunächst nur geringen Erfolg. So plante er, Bremen wieder zu verlassen, um in Dresden als Künstler zu leben. Doch die Aufforderung, für die von Müller entworfene und bereits fertiggestellte Fassade des Künstlervereinsgebäudes an der Domsheide eine überlebensgroße, vollplastische Sandsteinfigur eines Evangelisten Lukas zu schaffen, und die Aussicht, vier Statuen für den Börsenneubau am Marktplatz in Bremen zu liefern, hielten Kropp in seiner Vaterstadt. So entstand die langjährige Freundschaft mit dem Baumeister Heinrich Müller, die Kropp in der zweiten Hälfte des 19. Jahrhunderts zahlreiche lukrative Aufträge für die Ausgestaltung von Bauten mit plastischem Schmuck sicherte. Kropp entfernte sich schon bald von der erlernten idealistisch überhöhten Formensprache der Kunst Carl Steinhäusers und traf mit seiner eher realistischen, dabei aber meisterhaften Auffassung in der Gestaltung der Figuren die künstlerischen Ansprüche seiner Zeit.
Das große Ansehen, das Kropp als Bildhauer schon bald genoss, verschaffte ihm Mitte 1862 die ehrenvolle Berufung in eine Kommission für den Ankauf von Sammlungsgegenständen.

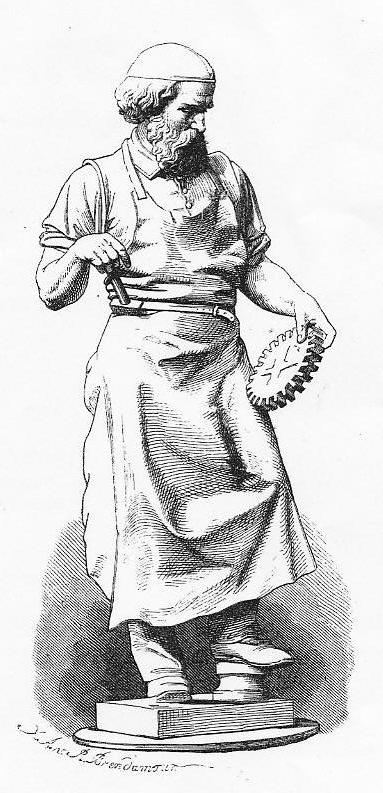
Sandsteinplastik Der Maschinenbauer von Diedrich Samuel Kropp

### Das Hauptwerk
Eine riesige Aufgabe kam auf den allein arbeitenden Kropp zu, als Heinrich Müllers Konzept für den Neubau der Neuen Börse am Markt von der Bremer Handelskammer zur Ausführung genehmigt wurde. Dieser Auftrag nahm seine ganze Schaffenskraft in Anspruch. Der Architekt sah für die beiden Haupteingänge zum Marktplatz und zum Dom einen reichen Figurenschmuck vor. Das nach Norden gerichtete Portal sollte neben einer Wappenzier allegorisches Bildwerk erhalten. Im mittleren Zwickelfeld waren sitzende Plastiken des Ozeans und der Weser als Wappenschildhalter, in den Eckzwickeln Symbolgestalten des Fleißes und des Friedens darzustellen. Dazu waren seitlich des Portals stehende Statuen des Land- und Seeverkehrs zu schaffen. Abgesehen von dem Umfang war auch die künstlerische Aufgabe, den Gestalten durch Attribute Aussagekraft zu geben, eine enorme Herausforderung.

### Weiteres Wirken
Er schuf eine Reihe von zumeist allegorische Gestalten, religiöse Figuren, historische Standbilder, Porträts, Grabmäler und arbeitende Personen. Erhalten sind die Eckfiguren als römische Krieger an der Balustrade vom Bremer Rathaus, Figuren am Bacchusfass im Bremer Ratskeller, die Figuren Musik und Tanz am Hollersee beim Bürgerpark Bremen, Motive in den Zwickelfeldern am Bremer Hauptbahnhof, der Kunsthandwerker-Brunnen  sowie Grabmäler auf den Friedhöfen Riensberg und Walle. Auch in und an privaten Häusern in Bremen bestehen noch Werke von ihm. Ein Teil seines Nachlasses befand sich im Bremer Focke-Museum, wo es zerstört wurde.

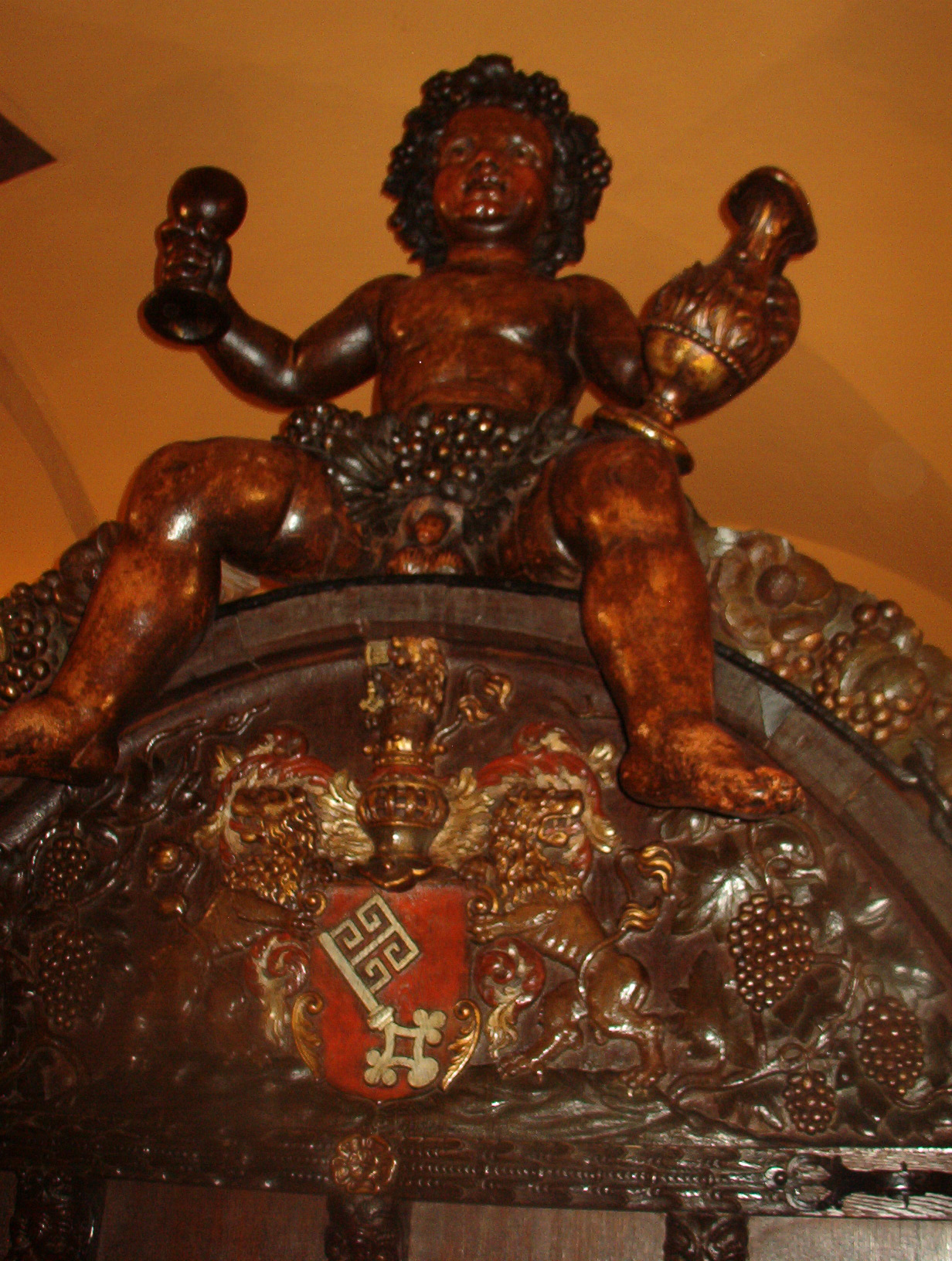
Bacchusfass im Bacchuskeller

Nachdem Kropp 1876 die Verstöße gegen die Pläne Wilhelm Benques zur Anlage des Bürgerparks kritisiert hatte, ließ er sich in den Ausschuss des Bürgerparkvereins wählen, dem er bis zu seinem Tode 36 Jahre lang angehörte. Er beteiligte sich auch an verschiedenen Sammelaktionen, so 1879 und 1883 zur Beschaffung der Geldmittel für die Fertigstellung des Bürgerparks, nahm aber auch Stellung gegen Benque bei dessen Entlassung im Jahre 1884.
Kropp gewann durch sein zurückhaltendes, vornehmes und lauteres Wesen treue Freunde, sein reiches Schaffen und seine Hinwendung zur Kunst und zu seinen Schönheitsidealen fanden verbreitet Anerkennung. In ästhetischen Fragen, z. B. im Vorstand des Kunstvereins, war sein ruhig abwägender Rat gefragt. Ende 1909 feierte Diedrich Samuel Kropp hochgeachtet seinen 85. Geburtstag, wobei der Senat ihn mit einem Glückwunschschreiben und einer Weingabe von zwanzig Flaschen aus dem Bremer Ratskeller ehrte.
In geistiger Frische verstarb Kropp am 15. Mai 1913 im 89. Lebensjahr. Seine sterblichen Überreste wurden verbrannt und die Urne neben dem Grab seines 23 Jahre zuvor verstorbenen Freundes Heinrich Müller auf dem Riensberger Friedhofs in Bremen beigesetzt.

## Rasches Vergessen
Wenn die Tageszeitungen dem verstorbenen Kropp auch anerkennende Nachrufe widmeten, so wurde das Versprechen der Weser-Zeitung von 1904, ihm für alle Zeiten ein ehrenvolles Andenken zu bewahren, doch nicht gehalten. Als Beispiel sei nur die Bremische Biographie 1912–1962 genannt, in der dieser außergewöhnlich begabte Bremer fehlt. Seinen Werken erging es nicht viel besser. Die im Besitz der Bremer Kunsthalle befindlichen Kropp-Arbeiten wurden als nicht aufhebenswert angesehen, so dass Kropp in den Sammlungen des renommierten Bremer Kulturinstitutes heute nicht mehr vertreten ist.

## Werke
- 1858: Großfigur Muse der Trauer für die Grabstelle von Wilhelm Friedrich Riem in Sandstein
- 1861–1864: Steinfiguren an der Neuen Börse am Bremer Marktplatz (nicht erhalten)
- 1865: Germaniafigur auf dem Festplatz des zweiten deutschen Schützenfestes
- um 1870: Eckfiguren römischer Krieger an der Balustrade vom Bremer Rathaus, Figuren am Bacchusfass im Bremer Ratskeller
- 1877: Altmann-Büste in den Wallanlagen aus Marmor bei der Doventor-Bastion, 1944 zerstört; die Kopie einer Bronzebüste steht seit 2003 bei der Ansgari-Bastion.[2]
- nach 1878: Denkmal von Christian Rutenberg, ermordete Sohn von Lüder Rutenberg, auf dem Riensberger Friedhof in einem Mausoleum, (Grabnummer AA 17/25)
- 1880: Jesus-Statue beim Mausoleum auf dem Waller Friedhof
- um 1880: Büste von Wilhelm Hertzberg im Alten Gymnasium
- 1884: Büste von Ernst Heinrich Kahrweg im Garten der Stiftungsresidenz Landhaus Horn in Schwachhausen
- um 1888: Die Steinreliefs der Allegorien auf den Fassaden-Eckpfeilern vom Bremer Hauptbahnhof
- 1889: Marcus-Brunnen (Bürgerpark), die Figuren in Bronze
- 1896: Medaillon-Porträt von Kurt von Goessel in Bronze in der Goesselstraße, Findorff, an einer Wand.